# Hybos striatellus
Hybos striatellus är en tvåvingeart som beskrevs av Villeneuve 1913. Hybos striatellus ingår i släktet Hybos och familjen puckeldansflugor.
Artens utbredningsområde är Frankrike. Inga underarter finns listade i Catalogue of Life.